# يوشيكو كامي
يوشيكو كامي (باليابانية: 亀井芳子) مواليد 25 مايو 1967 في إيباراكي، اليابان، هي مؤدية أصوات يابانية.

## الأعمال

### أنمي
- أنا وأخي
- بي بليد
- كابتن ماجد
- أبي الحنون
- عبقور
- همتارو
- مونستر
- بوكيمون
- ينبوع الأحلام
- الطاقة الزرقاء
- زهرة والسيف المضيء

### ألعاب فيديو
- كراش تاج تيم ريسينغ

### الدبلجة
- جومانجي
- أبطال ليوكو

## وصلات خارجية
- يوشيكو كامي على موقع IMDb (الإنجليزية)
- يوشيكو كامي على موقع ميوزك برينز (الإنجليزية)
- يوشيكو كامي على موقع قاعدة بيانات الفيلم (الإنجليزية)
- يوشيكو كامي على موقع كينوبويسك (الروسية)
- يوشيكو كامي على موقع ANN person (الإنجليزية)